# Brug 1224
Brug 1224 is een bouwkundig kunstwerk in Amsterdam-Zuidoost.
De brugnummers 1200-1299 in Amsterdam behoren veelal bij bruggen uit de jaren zeventig, die geplaatst werden tijdens de bouw van de wijk Bijlmermeer. Uitzondering daarop zijn de bruggen met nummers 1216 tot 1224. Zij liggen weliswaar in Amsterdam-Zuidoost, maar werden gebouwd tijdens de herinrichting van het Nelson Mandelapark, tot 2014 Bijlmerpark geheten. Francine Houben van Mecanoo richtte het park opnieuw in waarbij er in het zuidelijk deel (ten zuiden van Karspeldreef) grote vijvers werden gegraven, die afwatering behoefden. De afwatering gaat naar de K-buurt; ter plekke lag al een afwateringstocht die onder de Bullewijkpadbrug doorvoerde. Om de noord-zuidverbinding in het park te kunnen handhaven werd er over die afwateringstocht een bruggetje gelegd. De brug werd uitgevoerd in het ontwerp van eerder genoemde architect, waarbij de sierlijke linten een variant zijn op het handschrift van Houben. 
<<< · 1201 · 1207 · 1208 · 1209 · 1210 · 1211 · 1212 · 1213 · 1216 · 1217 · 1218 · 1219 · 1220 · 1221 · 1223 · 1224 · 1230 · 1231 · 1246 · 1259 · 1260 · 1261 · 1263 · 1264 · 1265 · 1266 · 1267 · 1268 · 1269 · 1270 · >>>
Brugnummers 1200, brug 1202 (Ouder-Amstel), 1203-1206, 1214, 1215, 1222, 1225-1229, 1232-1245, 1247-1258, 1262 en 1271-1299 zijn niet (meer) in gebruik.